# ジョン・リギンズ (宣教師)
ジョン・リギンズ（John Liggins、1829年5月11日 - 1912年1月7日）は、米国聖公会から派遣されたプロテスタントの宣教師。チャニング・ウィリアムズとともに日本における最初のプロテスタント宣教師とされている。漢名、林約翰。

長崎で初代米国総領事タウンゼント・ハリスと長崎米国領事ジョン・G・ウォルシュの支援のもと、幕府の長崎奉行・岡部長常の要請から立教大学の源流となる聖公会の英学塾を創設した。日本滞在は約10ヵ月間であったが、英学教育において、後に日本の外交の黎明期で活躍する若者たちに指導するとともに、漢訳の科学書や歴史書、医学書、聖書等を多く頒布するなど積極的に活動し、キリスト教への偏見をなくすことに努め、日本の近代化に貢献した。また、リギンズが出版した『英和日用句集』は日本における英学会話書の嚆矢といわれ、現在利用されるローマ字綴りを編み出すなど、日本の英語教育に大きな影響を与えた。帰国した後も、宣教師派遣の必要性を伝え、日本への伝道支援を行った。

## 人物・経歴
1829年5月11日にイギリスで生まれる。イギリス中部のヌニートン出身。1841年に米国フィラデルフィアへ移住。
1855年、バージニア神学校を卒業。1856年7月に、バージニア神学校の同級生であるチャニング・ウィリアムズ（Channing Moore Williams）と共に上海に赴任し布教にあたる。
1859年2月に米国聖公会が日本ミッションの開設を決定し、リギンズとウィリアムズが任命された。リギンズはこの人選と同時に、医療宣教師の同行を要望した。（リギンズが離日した後の1860年8月に宣教医ハインリッヒ・シュミットが来日。）1859年4月23日に、リギンズはアメリカ帆船のメリーランド号で上海を出航し、1859年5月2日に長崎に到着した。日米修好通商条約の第3条による長崎の開港前（条約による開港日は1859年7月4日）ではあったが、後述の長崎米国領事ジョン・G・ウォルシュの斡旋で上陸が許可された。リギンズは中国でマラリアに感染したり、暴徒によって怪我をしたこともあり、その静養を兼ねての来日でもあった。ウィリアムズは、同じく遣清宣教師であったエドワード・サイルの家族の病気ため、サイルは短い旅行を楽しむ必要があり、彼が不在で出発できず、リギンズより遅れて1859年6月25日に米国軍艦ジャーマンタウン号で長崎に来日した。
リギンズが来日する数日前の1859年4月下旬には、初代米国総領事タウンゼント・ハリスが長崎を訪問し、5月初めにハリスは、アメリカ人商人の一人でニューヨーク出身の実業家ジョン・G・ウォルシュ（ウォルシュ兄弟の2番目の弟）を長崎の米国領事に選任。ウォルシュは最初の長崎米国領事館を広馬場の日本人居住区に設立した。こうして、リギンズとウィリアムズの来日に際して、聖公会の信徒で日本への米国聖公会の学校設立の勧告とサポートを行ってきたハリスも同時に長崎を訪れ、長崎でもアメリカの活動拠点の構築と整備を進め、日本とアメリカとの外交基盤を整えていった。

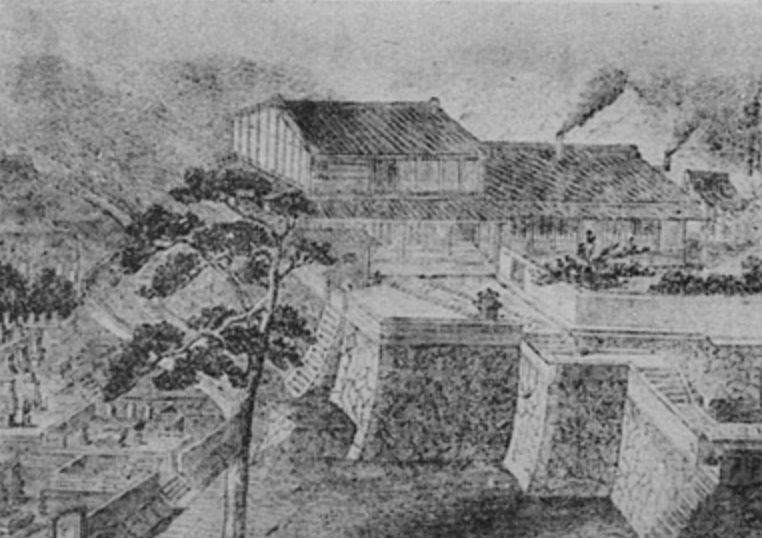
立教大学の源流の私塾が置かれたリギンズ、ウィリアムズ両長老の長崎時代の住居図（崇福寺広徳院、1859年）

長崎に到着したリギンズは幕府の長崎奉行・岡部長常の要請で、早速、英語教師として8人の幕府公式通訳（長崎通事）を指導する。長崎領事のジョン・G・ウォルシュがリギンズの希望を長崎奉行に懇切丁寧に訴えてくれ、住居を得ることに成功する。マクゴーワン（Daniel Jerome Macgowan、瑪高温、マゴオン）博士が教えていた英語クラスの生徒の一部で、英語を学ぶことを強く望んでいた幕府の公式通訳たちも、長崎奉行がリギンズの要求を許可するよう祈ってくれた。当時、日米修好通商条約が発効するまで家を手に入れる望みがないと諦めて上海に戻った者もいたほどだった。長崎奉行の対応や配慮には、前年に長崎で一時滞在したサイルの準備工作も効いていた。長崎奉行からは美しい場所に建つ、3部屋ある状態の良い家（崇福寺境内の広徳院）を提供された。この崇福寺は、1629年（寛永6年）に創建された中国様式として日本最古の寺院であるが、長崎への来日前に中国上海で3年間過ごしてきたリギンズとウィリアムズにとって、生活のしやすさやセキュリティ面に加えて、中国語と漢字を修得していた両名にとって好都合でもあった。リギンズは長崎通事の教師として、ここに立教大学の源流となる英学塾を開設し授業クラスを設け、ウィリアムズとともに通ってくる生徒たちに、6ヶ月に亘り英語を教えた。最初の8人の生徒の中には、唐通事の英語教育の率先者で吉田松陰も学んだ鄭幹輔（昌平坂学問所《東京大学の源流》教授）を始め、岩倉使節団の一員で大阪洋学校（現・京都大学、岡山大学医学部）創設者の何礼之助や、幕府の済美館学頭を務めた平井義十郎（外交官、太政官大書記官）など、後に日本の外交の嚆矢で活躍する名士たちがいた。最初の8人への英語教授を2か月後に終えた際には、長崎奉行・岡部長常より感謝の言葉と贈物を受けた。
リギンズとウィリアムズは、私邸（崇福寺広徳院）や長崎大浦の妙行寺に置かれた英国領事館を使って外国人のための礼拝も開始し、1859年9月に来日した聖公会信徒のトーマス・グラバーも礼拝に参加した。キリスト教の禁教化であったが、英学教育や医療活動に加えて、ハリスが日米修好通商条約に加えた第8条によって、本国人の宗教の自由と居留地内での教会設置が認められ、外国人向けの礼拝は行うことができた。ウィリアムズは何礼之や平井義十郎（希昌）らに英語を教え、外国人向けの礼拝を行う一方、いつの日かキリスト教が解禁される時のために熱心に日本語を勉強し、聖書や聖歌、祈祷書を翻訳していた。
また、リギンズは、要望していた宣教医の日本派遣について、米国聖公会内外伝道協会外国委員会が適当な人が見つかれば任命する意向があることを喜んだ。マクゴーワン博士によれば、日本には既に西洋医学が導入されており、宣教医は人々の間で無償で診療を行うことができるばかりでなく、若い日本人医師を指導することができると、リギンズは外国委員会への手紙に記している。
1859年11月7日にはグイド・フルベッキが長崎に来日し、リギンズとウィリアムズの出迎えを受けて、日本についてのアドバイスを受け、住まいが見つかるまで彼らの崇福寺にある住居（広徳院）の一部を貸して貰い同居した。フルベッキは、毎日足を棒にして家を探し回ったという。
リギンズは、長崎に約10ヵ月間滞在する中で、上述の通り授業を行うが、英学教授の職を終えた際、長崎奉行・岡部長常からリギンズに感謝の言葉と贈物が渡された。リギンズは長崎滞在期間中、中国から持参したり、取り寄せた漢訳の聖書や科学書を日本の知識階級に積極的に販売、頒布する。その数は2 ケ月に150 冊、半年あまりで数千冊に及んだという。それらの過半は歴史書、地理書であったが、ロンドン宣教協会（London Missionary Society）の遣清宣教師ウィリアム・ミュアヘッド（William Muirhead）が上海で著訳した『大英国志』（1856年刊）や『地理全志』（1853-54年刊）などが含まれていた。また、ウエイの『地球図説』、ベンジャミン・ホブソンの『西医略論』『博物新編』、アレキサンダー・ウィリアムソンの『植物学』に加えて、アメリカン・ボードの遣清宣教師ブリッジマンの『聯邦志略』もあった。さらに、リギンズの当時の書簡によると、シルナーの『英国歴史』、インスリーの『月刊雑誌』や、ミュアヘッドの書籍には『地文学』、ホブソンの書籍にも『物理学』、『外科術』、『医学』があり、これらを多数販売、流通させたことが分かっている。また、ウィリアムズもこれらを日本人に頒布した形跡が認められる。中国語の作品は、教養のある日本人なら誰でも理解できた。また、既に英語を読み、話す日本人も多くいたが、これから英語を学び欧米の知識を得たいという人々は膨大にいたのである。

こうして、リギンズは、キリスト宣教が禁止されている幕末当時の日本の中にあって、英語の授業や地理、歴史、化学書などの書籍を流通することで、キリスト教の誤解を解き、後に正式に宣教ができるよう精力的に活動を行った。
特に『聯邦志略』には、アメリカ合衆国の独立宣言、歴史、地理、政治、文化、行政、教育等が具体的に書かれており、近世封建社会下にあった当時の多くの日本の志士に影響を与えることとなった。
新島襄（同志社大学創設者）が米国行きを決意し、民主主義的思考の基礎を形成した一冊が『聯邦志略』とされ、ウィリアムズに学んだ前島密もこの書籍から郵便制度を始め、前島の思想全体に大きな影響を与えたと見られている。同じくウィリアムズに学んだ副島種臣も後に明治維新の政治大綱である「政体書」を起草する際に『聯邦志略』を参考の一つとしている。

『聯邦志略』は1861年（文久元年）には、ブリッジマンによって上海で増補改題され『大美聯邦志畧』として新装出版され、同年には江戸で、箕作阮甫がこの『大美聯邦志畧』に訓点を施し『聯邦志略』として日本で初版された。リギンズによる流通を始め、幕末に日本に持ち込まれた『聯邦志略』は、佐久間象山、吉田松陰、横井小楠、橋本左内らも競って読み、この書物によって世界の情報、知識を得ていたのである。

リギンズが流通させた書籍には、ホブソンの『西医略論』、『外科術』など医学書も多く含まれており、幕末の日本に西洋医学書を多く流通させ、日本の医学の進歩にも寄与した。こうした医学への貢献は、リギンズが当初宣教医の同行を要請した結果、後に来日することとなったハインリッヒ・シュミットによって引き継がれていくこととなった。
リギンズは日本語学習のため、長崎の漢方医、笠戸順節とも深く交際している。
1860年2月24日に病気のため、帰国することとなる。1860年当時のアメリカでは、キリスト教禁制の日本に宣教師を送るのは無益であるという意見があったのに対して、帰国したリギンズは1861年（文久元年）に米国聖公会機関紙の『スピリット・オブ・ミッション』に反駁文を寄稿し、宣教師派遣の必要性を強調するなど、その後の日本の伝道における有効な働きを行った。米国の各キリスト教派のなかにも、宣教師派遣の時期が尚早ではなかったかとの危惧を持つ場合があったが、この疑問に対して帰国していたリギンスは書簡で次のように答えている。

1912年1月7日、リギンズはニュージャージー州オーシャンシティで永眠。

## 日本での嚆矢となる英学会話書出版とローマ字綴りの創出
リギンズは長崎滞在中、英和対象語集である『Familiar Phrases in English and Romanized Japanese,Nagasaki,1860』などを執筆した。これを1860年（万延元年）に『英和千字文』（後の『英和日用句集』）の題名で上海で出版したが、これはリギンズの日本伝道の置き土産というべきもので、日本の英学会話書の嚆矢とされる。本書の序文には、日本語の単語を学ぶのに役立つものとして、ウォルター・ヘンリー・メドハーストがバタヴィア（現・ジャカルタ）在留中の1830年（文政13年、天保元年）に日本語を学習する人のために編纂刊行した『英和和英単語書』（英和・和英語彙辞典）が挙げられており、リギンズの編纂にも活かされた。

リギンズが著した書は明治になって改題のうえ、再版、三版され、日本の英語教育に有効な影響を与えた。1867年（慶応3年）には、ウィリアムズやジェームズ・ヘボンやフルベッキに頼まれて、ニューヨークで再版して長崎や横浜に送られ、1873年（明治6年）には大阪で第三版が作られている。この第三版は、『英和対訳通弁書』の書名で大阪の竜章堂から米国リグジン氏著として出版され、現存する書籍が早稲田大学図書館と九州大学附属図書館筑紫文庫に所蔵されている。英文に対して日本文は俗語と普通の口語の2通りのローマ字で記されているが、こうした江戸時代末期の口語と長崎方言が記録されている点は、幕末の口語、方言資料として特徴的である。1922年（大正11年）にも郁文堂から『英和対訳通弁書』として出版されている。

加えて、ヘボンが1867年（慶應3年）に上海で印刷刊行した『和英語林集成』と、その7年前の1860年（万延元年）にリギンズが上海で『英和千字文』として刊行した初版は、ローマ字綴法が全く同一であり、日本の英語教育史上、英語で書かれた日本語事典（和英辞書）として画期的な成果であった。リギンズはその初版の序文で、日本語を写すローマ字法を、サミュエル・ウィリアムズ博士（米国聖公会へ日本伝道を勧告した東洋言語学者、ペリー艦隊通訳）が推薦した方式に拠ったとも述べつつも、リギンズの生徒であり、同時に日本語の先生でもある日本人が発音するところを聴いて本書を完成させたと述べている。中でも、日本は"Ni-tsu-Pon"と綴るところを、2番目の母音の"u"は省かれて"ts"を"p"として、"Nippon"と綴るなど現在利用されるローマ字綴りを編み出すなどの功績となった。

なお、前述のヘボンが著した『和英語林集成』の序文にもメドハ―ストの『英和和英単語書』（英和・和英語彙辞典）が参考にするべき英和辞書として記されている。
リギンズについて英語を学習した石橋助十郎（石橋政方）は、1862年（文久2年）から横浜英学所で、サミュエル・ロビンス・ブラウンとともに日本人に英語を教え、前年の1861年には英日対訳語彙集、「英語箋」を編集・出版したほか、1876年（明治9年）には、アーネスト・サトウ（駐日英国公使）と協力して『英語口語辞典』を編纂してロンドンで初版を出版し、その後、ハムデン（Hobart Hampden, E. M.）とパーレット（Harold G. Parlett）によって増補改訂版も出版されるなど、日本の英語教育と外国人の日本語教育に多大な影響を与えた。

## 主な著書
英和対象語集関連
- 『英和千字文』（Familiar Phrases in English and Romanized Japanese,Nagasaki,1860）
- 『英和日用句集』（Familiar phrases in English and romanized Japanese.Shanghai.1860）
- 『英和対訳通弁書』（Conversations in English and Japanese）大阪竜章堂 1873年
- 『英和対訳通弁書』郁文堂 1922年

その他
- 『外国宣教の偉大な価値と成果[40]』ニューヨーク 1888年

## 記念集会
1909年にリギンズから数えたプロテスタント宣教開始50年を祝って、宣教開始50年記念会が開催された。1959年はプロテスタント宣教100周年を記念して、エキュメニカル派（リベラル派）と福音派（聖書信仰派）が、それぞれ別に記念集会をもった。福音派側は日本宣教百年記念聖書信仰運動大会を開催。150周年にあたる2009年は、エキュメニカル派、福音派、聖霊派の三派が共同で日本プロテスタント宣教150周年記念大会を開催した。

## リギンズ関連の研究
常盤智子（白百合女子大学教授）は、近代語研究を進める中で、英学会話書の研究を行っているが、その中で、リギンズの『英和日用句集』の書誌研究を行い、唐話資料『南山俗語考』が『英和日用句集』の底本となっていたことを推定している。また、やや混沌としていた『英和日用句集』諸版の再整理を行い、研究の基盤づくりに取り組んだ。
鈴木英夫（白百合女子大学元教授）も、リギンズの『英和日用句集』の国語学的研究を行った。